# Station Opatówek
Station Opatówek is een spoorwegstation in de Poolse plaats Opatówek.